# Maria Bard
Maria Bard (ur. 7 lipca 1900, zm. 8 kwietnia 1944) – aktorka teatralna.
Zanim zrobiła karierę aktorską grała na pianinie i dawała korepetycje gry na pianinie. W wieku 20 lat poślubiła Wilhelma Graaffa. Była także żoną Wernera Kraussa, którego żona popełniła samobójstwo na oczach zakochanych.
Maria Bard popełniła samobójstwo z powodu prześladowań przez nazistów.

## Filmografia
- Premiera (Premiere) jako Lydia Loo 1936
- Berlin – Alexanderplatz jako Cilly 1931